# Патріарх Венеційський
Патріа́рх Венеційський (лат. Patriarcha Venetiarum) — у Католицькій церкві титул голови Венеційського патріархату. Відповідає архієпископу.

## Історія
Патріарх Венеції — один з небагатьох патріархів латинського обряду в Католицькій церкві. На відміну від патріархів Православної церкви й патріархів східного обряду в католицькій церкві, не має спеціальних адміністративних повноважень, та його титул нині є почесною відзнакою венеційського архієпископа, що має, в основному, церемоніальне значення.
Історично Венеційський патріархат походить із Аквілейського патріархату. 606 року після тривалого церковного конфлікту Аквілейський патріархат розпався на дві частини, предстоятелі яких на рівних претендували на патріарший титул. Глава одного з патріархатів 700 року прийняв титул патріарха Градо за місцезнаходженням своєї постійної резиденції. Із плином часу патріархи Градо стали залежними від Венеційської Республіки, а васали німецького імператора патріархи Аквілеї в 1027 та 1044 роках нападали на Градо й розграбовували його.
Перша єпископська кафедра на території самої Венеції виникла 774 року, коли, за згодою папи Адріана I й патріарха Градо Івана IV, єпископом був поставлений дехто Обелерій. Його кафедра розташовувалась на острівці Оліволо, а юрисдикція поширювалась на сусідні острови Венеційської лагуни, на яких пізніше виникло місто Венеція. 825 року за четвертого єпископа, Урсе (Орсо), сина дожа Джованні Партечіпаціо, до Венеції було перенесено мощі легендарного засновника Аквілейського патріархату, євангеліста Марка, що стало підставою для зростання престижу венеційської єпархії.
З 1074 року, коли кафедру зайняв Генріх Контаріні, єпископи Оліволо почали йменуватись єпископами Кастелло. На початку XII століття патріарх Градо переніс свою резиденцію до Венеції, зробивши своїм кафедральним храмом церкву Сан-Сільвестро. З того часу у Венеції фактично розміщувалась резиденція трьох єпископів: патріарха Градо, його суффрагана — єпископа Кастелло, а також «приміцерія святого Марка» — настоятеля базиліки Сан-Марко, який мав єпископський сан і підпорядковувався безпосередньо дожу. Після того, як 1261 року візантійці відвоювали у хрестоносців Константинополь, до Венеції переселився й латинський патріарх Константинополя Панталеоне Джустініані.
Після смерті 1451 року патріарха Градо Доменіко Мікеля папа Миколай V своєю буллою «Regis aeterni» («Царя вічного…») формально ліквідував патріархат Градо. Титул і повноваження патріарха, включаючи юрисдикцію над єпископами Далмації, перейшли до єпископа Кастелло. Цей крок був спричинений як занепадом старого патріархату, так і могутністю Венеційської Республіки, яка бажала, щоб її церковно-адміністративний центр не тільки де-факто, але й де-юре розміщувався у столиці держави. Першим патріархом Венеції став святий Лоренцо Джустініані (1381—1456).
Кафедра патріарха Венеції при цьому все ще розміщувалась у храмі Сан-П'єтро ді Кастелло. У патріаршому богослужінні зберігались окремі рудименти стародавнього аквілейського обряду, успадковані через літургійні традиції патріархату Градо. Базиліка святого Марка з її власним капітулом і складним літургічно-церемоніальним ладом до самого завершення XVIII століття залишалась, по суті, палацовим храмом дожа, який мав, як вважалось, не тільки світську, але й духовну владу (як писав уже у XVIII столітті Казанова, «то каплиця Дожа, і жоден володар у світі не може похвалитись подібною каплицею»).
Право обирати патріарха привласнив собі Сенат Венеційської Республіки, який не завжди враховував при цьому думку Святого престолу; Республіка усіляко відстоювала своє право на автономію в церковних справах, що нерідко призводило до конфліктів з Римом — так, 1606 року папа Павло V відлучив від церкви венеційський уряд і наклав на Венецію інтердикт. До самого падіння республіки патріархами обирались зазвичай представники найбільш знатних венеційських родин (Морозіні, Фоскарі, Контаріні, Барбаріго тощо).
1807 року Нікола Гамброні, обраний патріархом за протекцією віце-короля Італії, принца Євгенія, переніс свою кафедру до базиліки святого Марка, яка втратила свій специфічний статус після ліквідації республіки Наполеоном. Церква Сан-П'єтро ді Кастелло та сусідній з нею старовинний патріарший палац поступово почали після цього занепадати.
Привілейоване положення патріарха Венеції серед італійського духовенства й донині проявляється, зокрема в тому, що новий патріарх традиційно отримує кардинальську шапку на найближчій консисторії, якщо до того моменту він ще не є кардиналом (з 1827 року ця традиція пов'язувати сан патріарха Венеції з кардинальським званням ще жодного разу не порушувалась). Після того, як території колишньої Венеційської республіки увійшли до складу Австрійської імперії, імператори наполягали на своєму праві затверджувати кандидатури патріархів, базуючись на своєму статусі королів Ломбардії та Венеції. 1893 року, коли папа Лев XIII призначив венеційським патріархом Джузеппе Сарто, влада Італійського королівства виступили з протестом, заявляючи, що після об'єднання Італії право призначати патріарха перейшло від Австрії до Італії. Інцидент було вичерпано 1894 року, і з тих пір світська влада до процедури призначення патріархів не втручалась.
У XX столітті троє патріархів Венеції стали римськими папами: Пій X (1903), Іван XXIII (1958) та Іван Павло I (1978).
З 2002 до 2011 року патріаршу кафедру займав кардинал Анджело Скола, який вважався одним із папабілів на Конклаві 2005 року, який обрав папою римським Бенедикта XVI, але який, відповідно до непідтверджених даних, не отримав тоді жодного голосу. Нині патріархом Венеції є Франческо Моралья.

## Патріархи Венеції з 1827 року
- Джакомо Моніко (9 квітня 1827 — 25 квітня 1851);
- П'єтро Антоніо Мутті, бенедиктинець, (15 березня 1852 — 9 квітня 1857);
- Анджело Франческо Рамаццотті (15 березня 1858 — 24 вересня 1861);
- Джузеппе Луїджі Тревізанато (7 квітня 1862 — 28 квітня 1877);
- Доменіко Агостіні (22 червня 1877 — 31 грудня 1891);
- Джузеппе Мелькіоре Сарто (15 червня 1893 — 4 серпня 1903), (обраний папою);
- Аристіде Кавалларі (13 березня 1904 — 24 листопада 1914);
- П'єтро Ла Фонтен (5 березня 1915 — 9 липня 1935);
- Адеодато Джованні П'яцца, кармеліт, (16 грудня 1935 — 1 жовтня 1948);
- Карло Агостіні (5 лютого 1949 — 28 грудня 1952);
- Анджело Джузеппе Ронкаллі (15 січня 1953 — 28 жовтня 1958), (обраний папою);
- Джованні Урбані (11 листопада 1958 — 17 вересня 1969);
- Альбіно Лучані (15 грудня 1969 — 26 серпня 1978) (обраний папою)
- Марко Че (7 грудня 1978 — 5 січня 2002);
- Анджело Скола (5 січня 2002 — 28 червня 2011);
- Франческо Моралья (31 січня 2012 —).